# Friedrichskoog
Friedrichskoog – miejscowość uzdrowiskowa i gmina w Niemczech, w kraju związkowym Szlezwik-Holsztyn, w powiecie Dithmarschen, wchodzi w skład urzędu Marne-Nordsee.